# Villa Buleben
Die Villa Buleben ist ein Stadtpalais am Triq il-Madonna in Żebbuġ auf der Insel Malta. Sie wurde von der maltesischen Regierung am 12. Juli 2008 durch Bekanntmachung Nr. 628/08 als Grade-2-Baudenkmal ausgewiesen. Im National Inventory of Cultural Property of the Maltese Islands ist sie unter der Nummer 1245 aufgeführt.

## Beschreibung

### Äußeres
Es handelt sich um einen zweigeschossigen Palazzo nach italienischem Vorbild aus dem 18. Jahrhundert. Die Fassade ist symmetrisch gegliedert. Im Zentrum befindet sich der Haupteingang mit einem Balkon darüber, der auf einer umlaufenden Auskragung ruht. Alle Fenster sowie die Türbögen im Erdgeschoss und an den Balkonen sind von Profilen umrahmt. Die Fenster im Erdgeschoss werden von eisernen Gittern geschützt, die im unteren Bereich herausragen. An den Gebäudeecken finden sich Pilaster, an der Dachkante springt ein gekehltes Sims hervor.

### Inneres
In einem der Zimmer des Palazzo finden sich Wandgemälde in Form des Trompe-l’œil, die eine Art Kulisse bilden, worauf der hereinschauende Nachbar blickt. Die Metallgitter vor den Fenstern wiederholen sich in der Malerei, hierdurch wird der Eindruck einer weiteren Palastfassade im Hintergrund erzeugt.

### Umgebung
Nördlich des Hauptgebäudes befindet sich ein schmiedeeisernes Tor mit quadratischen Pfeilern, das in den angrenzenden großen Garten führt. Weitere Gärten, Stallungen und Nebengebäude vervollständigen das Bauensemble.
Gegenüber der Villa Buleben steht die Chapel of Our Lady of Forsaken Souls, die als Hauskapelle des Palastes diente.